# سورو-وستوچنیه سادی
سورو-وستوچنیه سادی (به لاتین: Severo-Vostochnyye Sady) یک منطقهٔ مسکونی در روسیه است که در آدیغیه واقع شده‌است.